# Helicostylis tomentosa
Helicostylis tomentosa (Poepp. & Endl.) J.F.Macbr. è una pianta della famiglia Moraceae. 

## Distribuzione e habitat
Si trova in Panama, Colombia, Ecuador, Guiana Francese, Guyana, Suriname, Venezuela, Perù Bolivia e Brasile.